# Jone Daunivucu

a Compétitions nationales et continentales officielles uniquement.

b Matchs officiels uniquement.
Jone Daunivucu, né le 1er juin 1977, un joueur international fidjien de rugby à XV et de rugby à sept, évoluant au poste d'ailier et, de façon occasionnelle, de demi de mêlée.
Il joue notamment sous les couleurs du FC Grenoble de 2007 à 2012.
Il est le père de Simeli Daunivucu, également joueur de rugby à XV.

## Biographie
Jone Daunivucu naît à Lautoka, la seconde ville la plus importante des Fidji.
Son fils, Simeli, est également un joueur professionnel de rugby à XV.

### Carrière en club
Jone Daunivucu rejoint le Championnat de France de Pro D2 assez tardivement en 2006, à 28 ans en provenance de Nadroga et évolue une saison au Tarbes PR avant d'être transféré au FC Grenoble. Sa meilleure saison pour ce qui est du nombre de points inscrits est l'exercice 2010-2011 avec 12 essais. Son souhait aurait été de prolonger son contrat d'un an avec le FCG, ce que la direction du club n'a pas accepté à la suite de la montée du club en Top 14, celui-ci se basant pour le recrutement sur des joueurs évoluant ou ayant évolué en Top 14 pour assurer un maintien au profit de la fin de saison 2012-2013. Jone avait dit que s'il ne prolongeait pas son contrat avec le club, il prendrait sa retraite et il quitterait l'Isère pour ses Fidji natales pour travailler en tant que guide touristique. Mais il peut partir la tête haute en décrochant pour sa dernière saison le bouclier de Pro D2, tout en restant une légende pour le FCG.
Finalement Jone rechausse les crampons pour apporter son talent et son expérience à l'US Romans Péage où il rejoint un autre ancien joueur du FC Grenoble, Siaki Tukino.
Jone Daunivucu poursuit encore sa carrière à l'Union Cognac Saint-Jean-d'Angély, puis au SA Rochefort jusqu'à l’age de 47 ans.

### Carrière en sélection
La plus belle partie de sa carrière se situe au niveau international avec l'équipe des îles Fidji à sept. Avec elle, il a remporté l'édition 2005 de la Coupe du monde en inscrivant notamment le premier essai de la finale face à la Nouvelle-Zélande. Par la suite, il sera nommé capitaine par le nouveau sélectionneur Waisale Serevi pour la campagne victorieuse de son pays à l'IRB Sevens World Series 2005-2006. Ce dernier lui reconnaissait des qualités de "connaissance du jeu et de discipline".
Jone Daunivucu a par ailleurs obtenu sa première cape internationale à XV le 23 septembre 2007, à l'occasion d'un match de coupe du monde contre l'équipe d'Australie. Il participe également à la rencontre contre le Pays de Galles qui se solde par une surprenante victoire fidjienne (38-34). À ces deux apparitions, il faut ajouter deux autres rencontres en Pacific Nations Cup 2009 face aux Samoa et aux Tonga.

## Palmarès

### En club
- Championnat de France de Pro D2 :
  - Champion (1) : 2012 avec le FC Grenoble.

### En équipe nationale
En équipe nationale à sept
- 2005: Vainqueur de la Coupe du monde à Hong Kong.
- 2006: Vainqueur de l'édition 2005-2006 de l'IRB Sevens World Series.